# ۲۳۷ (میلادی)
۲۳۷ (میلادی) دویست و سی و هفتمین سال تقویم میلادی است.

## درگذشتگان
‎